# Manoteras
Manoteras – stacja metra w Madrycie, na linii 4. Znajduje się w dzielnicy Hortaleza, w Madrycie i zlokalizowana jest pomiędzy stacjami Pinar de Chamartín i Hortaleza. Została otwarta 11 kwietnia 2007.